# 始発
始発（しはつ）とは、鉄道やバスなどの交通機関の便が、路線の出発側のターミナル駅（ターミナル停留所）である始発駅（しはつえき、始発停留所、英語: starting station, originating station）などから出発すること。対義語は終着。
その駅や停留所においては、その便そのものを指すこともある。近畿日本鉄道など一部の私鉄では仕立（したて）と呼ぶこともある。
始発の列車には先客が乗っていない（折り返し便の場合は到着時に乗客は全員降りる）ので、その空席に座ろうとする乗客は多く、この始発や空車の増結（利用者の多い区間やプラットホームの長い駅の区間に入る前に、列車の先頭または最後尾に新たに先客が乗っていない空の車両を連結すること）のときには、プラットホームの乗車口（乗り場）に列ができることがある。
特にラッシュ時の通勤電車では、少しでも快適に通勤しようと列に並ぶ乗客が増えるため、列に並んでも座席に座れない乗客や、さらに次の電車のために並び続ける乗客もいる。また、駅によっては何本かあとの始発電車のため乗車口から若干離れた位置に列を作る場合、複数の始発電車に対して始発電車毎に列を作る場合等もある。
また、その駅に近い駅を利用する場合、その駅で一度下車したり、始発駅まで行ってUターン乗車する利用者もいる。ただし、当該区間に有効な乗車券を所持していないと不正乗車である。このため、折り返し電車については整列乗車（すべての乗客を降ろし、一度ドアを閉め、再度開けた時点から乗車を認める方法をこう呼んでいる）を実施している駅もある。

## 始発が設定される場所
路線の一端や車庫のあるところ等、折り返しができるところに設定されることが多い。

### 鉄道の場合
鉄道の場合は、前記に加えて引上線のある駅等に設定されることもある。また、折り返し設備のない駅や、折り返し設備があるが余裕のない駅などが他の駅などの折り返し設備を利用して始発駅となることもある。

#### 他の駅の設備を用いた始発駅例
- 北海道旅客鉄道（JR北海道）
  - 函館本線 : ほしみ駅 - 銭函駅まで回送し、折り返す。
  - 室蘭本線 : 糸井駅 - 錦岡駅まで回送し、折り返す。
- 東日本旅客鉄道（JR東日本）
  - 東北本線（宇都宮線）氏家駅 - 宇都宮運転所・宇都宮駅から回送。
  - 総武本線（中央・総武緩行線）幕張駅 - 習志野運輸区・津田沼駅から回送。
  - 東海道本線（東海道線）二宮駅・辻堂駅 - 国府津車両センターから回送。
- 西日本旅客鉄道（JR西日本）
  - 東海道本線（JR京都線・JR神戸線）・福知山線（JR宝塚線）大阪駅 - 宮原総合運転所から回送。
    - JR神戸線・甲子園口駅も同じく宮原回送（ただし、土曜・休日は直接折り返しあり）のみ。

  - JR東西線尼崎駅 - 塚口駅から営業運転。尼崎駅での折り返し運用が難しいため、塚口駅で折り返す。
  - JR神戸線加古川駅 - 宝殿駅まで回送し、折り返す（加古川駅の高架化の過渡期に存在したが、2016年3月改正からは昼間の快速のみ定期的に行うようになった）。
    - また、姫路駅発着の列車でも英賀保駅まで回送して折り返すものが同じように存在する。
- 東京地下鉄（東京メトロ）東京メトロ東西線浦安駅 - 深川検車区行徳分室より回送。
- 東京地下鉄（東京メトロ）副都心線 : 池袋駅 - 千川駅と小竹向原駅の間の中線まで回送後、折り返す。
- 東武鉄道伊勢崎線 : 春日部駅 - 南栗橋車両管区春日部支所から回送。
- 東急電鉄田園都市線 : 渋谷駅 - 直通先の東京メトロ半蔵門線半蔵門駅まで回送し、折り返す（一部列車は渋谷駅のホームで折り返す）。
- 小田急電鉄小田原線 : 本厚木駅 - 伊勢原駅まで回送し、折り返す。
- 京浜急行電鉄本線 : 京急蒲田駅 - 京急川崎駅まで回送し、折り返す（品川駅 - 京急蒲田駅間の普通車）。
- 京王電鉄京王線・相模原線 : 調布駅 - つつじヶ丘駅まで回送し、折り返す（一部列車はつつじヶ丘行き快速の折り返し。かつては調布駅の新宿方、本線上で折り返していた）。
- 名古屋鉄道名古屋本線 : 名鉄名古屋駅 - 栄生駅まで回送し、折り返す（実際はさらに先にある枇杷島分岐点の留置線を使用することが多い）
- 阪急電鉄京都本線 : 洛西口駅 - 桂駅の車庫線を使用（朝ラッシュ時の普通梅田行きに見られる）
- 阪急電鉄神戸本線 : 武庫之荘駅‐西宮北口駅の車庫線を使用（平日7時30分発の普通梅田行きにのみ運行。土休日は運行されない）
- 阪神電気鉄道本線 : 三宮駅 - 大石駅まで回送し、折り返す（山陽電気鉄道から乗り入れてくる普通車）
- 近畿日本鉄道難波線 : 大阪難波駅 - 直通先の阪神なんば線桜川駅まで回送し、折り返す（一部列車は大阪難波駅の引上線で折り返す）。
- 大阪市高速電気軌道御堂筋線 : 我孫子駅 - 中百舌鳥検車場から回送（平日の一部列車は我孫子駅の引上線で折り返す）
- 神戸電鉄粟生線 : 西鈴蘭台駅 - 藍那駅の引き上げ線まで回送し、折り返す（昼間の西鈴蘭台発着列車のみ）。